# Buenaventura Frigola
Buenaventura Frigola y Frigola (Castellón de Ampurias (Gerona), el 19 de noviembre de 1829 - Barcelona, 3 o 4 de diciembre de 1901) fue un músico violinista, director de orquesta y compositor español.

## Biografía
Buenaventura Reymundo Joaquín Frigola Frigola, hijo de Raymundo y de Teresa, era miembro de una familia con gran tradición musical (su hermano Bartolomé y sus primos Buenaventura y Narcís Frigola y Fajula fueron también músicos o profesores de música). Recibió las primeras lecciones de música en Castellón con mosén Jaume Lleys, a la vez que aprendía violín con su padre, hasta que se trasladó a Barcelona en 1847. En esta ciudad consiguió trabajo como segundo violín de la orquesta del Gran Teatro del Liceo al mismo tiempo que estudiaba composición. 
Tres años más tarde se le ofreció la dirección musical de una compañía de ballet de París, y en 1851 aprovechó la estancia en la «Ciudad de la Luz» para ampliar su formación musical estudiando en el Conservatorio (a partir de 1841 el Conservatorio de París aceptó estudiantes extranjeros que tuvieran una autorización especial del ministerio de Bellas Artes, además de Frigola, en pocos años pasaron músicos como Isaac Albéniz, Gabriel Balart, Blai María Colomer y otros [1] y [2]). 
De regreso de Francia fue maestro de capilla del monasterio de Bañolas y, posteriormente (1854), de la iglesia de su Castellón natal, pero las restricciones presupuestarias vinculadas a la Desamortización hicieron que tuviera que volver a Francia en 1858, en Le Havre primero, y en el bienio 1880-1881 amplió estudios nuevamente el Conservatorio de París. En el año 1881 volvió a Barcelona donde creó, junto con el pianista y editor Joan B. Pujol, una empresa de conciertos con una orquesta de 120 músicos que ese mismo año dio diecinueve conciertos en el recién nacido Teatro Lírico del banquero Evarist Arnús, conciertos que en ocasiones dirigió el propio Frigola. 
El 2 de septiembre del mismo 1881, Buenaventura Frigola fue elegido de manera unánime para ocupar la plaza vacante de maestro de capilla de la basílica de la Merced de Barcelona, cargo donde obtuvo gran renombre y que conservó hasta su fallecimiento. Uno de sus discípulos en Castellón fue el futuro compositor Càndido Candi y, en la iglesia de La Merced, formó al músico y fundador de una saga musical, Joaquim Cassadó i Valls, que lo sucedería en el cargo al morir Frigola, y al que sería gran tenor gerundense Amador Famadas.
Tal como correspondía a las obligaciones de un maestro de capilla, escribió muchísima música sacra, además, fue autor de algunas de las primeras sardanas y escribió otras obras.

## Obras
- Alabanza a la santísima Virgen, para coro a dos voces con acompañamiento de órgano.
- Cantata avec choeurs et soli (1868)
- Cántico a la Santísima Virgen, para coro con acompañamiento de órgano.
- Deus meus, Deus meus (1889), salmo.
- Dolor, para piano.
- Dormid, mi buen Jesús. Dormiu, bon Jesuset, para coro a tres voces.
- Himno a la Santísima Virgen, para coro a dos voces.
- Jesús á los pecadores. Jesús als pecadors , para coro a tres voces. Con letra de Jacinto Verdaguer
- Una lágrima: elegía (1886), para orquesta.
- Minueto (1881), para orquesta de cuerda.
- Missa (1886), dedicada a la cofradía de la Minerva
- Missa (1888), a cinco voces, dos coros y gran orquesta.
- Missa coral de Rèquiem (1882)
- Missa de Glòria (1888), para gran orquesta.
- Non Non, cançó de Nadal (1884), para coro y solista.
- Ojos azules: capricho, para piano
- Parce Domine (1899)
- Peccantem me quotidie, responso a tres voces con acompañamiento de órgano.
- Pie Jesu: impromtu, para voz y piano.
- Piedad (1890)
- Piedad Dios Bondadoso (1887), para triple o tenor y coro.
- Piedad Señor (1894)
- Plegaria: Aria coreada para soprano o tenor con acompañamiento de violoncello, contrabajo y armonium
- Preludio y Salve, a dos voces con violín, violonceo y órgano.
- Quinteto en Mi (1884), para cuerda.
- Quinteto en La (1884)
- Rèquiem (1884), para orquestq y coro
- Responsorio de difuntos (1883), para tres voces y órgano.
- Rosario, para dos voces con acompanñamiento de piano o órgano.
- Rupomain (1896)
- Salve, a dos voces y coro con acompañamiento de violines, violoncelo y órgano.
- Salve, a dos voces con acompañamiento de órgano, arpa o piano.
- Salve, para arpas.
- Salve, para violines.
- Salve (1897), para violines.
- Salve Montserratina (1899)
- Salvum fac
- Seguidillas, per a piano, veu i violoncel
- Simfonia en La, per a quintet instrumental
- Stella matutina (1888), ofertorio para clarinete, e instrumentos de cuerda.
- Tota pulchra (1888)
- Veni sponsa christi (1901), himno.
- Virolai de la Verge de Montserrat, para coro, con letra de Jacinto Verdaguer.

### Sardanés
- Nadal
- La pagesa
- La pastora
- La resurrecció dels morts
- La xarlatana
- Sardana llarga (1894), instrumentada para banda.